# لويد وليامز (لاعب اتحاد الرغبي)
لويد وليامز (بالإنجليزية: Lloyd Williams)‏ هو لاعب اتحاد الرغبي بريطاني، ولد في 19 أكتوبر 1933 في Taff's Well ‏ في المملكة المتحدة، وتوفي في 25 فبراير 2017.